# Pierre Péju
Pierre Péju (Lyon - 1946) é um filósofo francês, novelista e ensaísta. Nascido em Lyon, efectuou os seus estudos em Sorbonne. Péju publicou uma série de trabalhos em diversos géneros literários, sendo os mais conhecidos os dois romances Le rire de l'ogre e La petite Chartreuse. Ambos os trabalhos são alvo de estudo nas escolas e liceus franceses, tendo sido também traduzidos para a língua inglesa. 